# Snímková frekvence
Snímková frekvence je frekvence, s jakou zobrazovací zařízení zobrazuje jednotlivé unikátní snímky, případně záznamové zařízení zachycuje snímky. Snímková frekvence se obvykle udává v jednotkách fps (z anglického frames per second) nebo prostě v hertzích – v obou případech jednotka odpovídá jednomu snímku za sekundu.
Pojem snímkové frekvence se používá v mnoha oblastech techniky, které se zabývají pohyblivým obrazem. Mimo jiné v počítačové grafice, při zpracování videa, filmovém průmyslu či televizním vysílání.

## Snímkové frekvence ve filmu a televizi
Ve filmu, televizi a při zpracování videa existuje několik běžně používaných hodnot snímkové frekvence: 24 a nově 48 Hz pro film a pro televizi 25 a 30 Hz pro neprokládaný (progresivní) režim a 50 a 60 Hz pro režim prokládaný. Například:
- 23,976 Hz (24 Hz) je snímkovací frekvence nejčastěji používaná při záznamu na filmový pás kombinovaný se zvukovou stopou (němý film ještě umožňoval ruční posun s nestandardizovanou frekvencí). Při převodu filmu na televizní signál se u režimu PAL snímky převádí 1:1 (i za cenu zrychlení o 4,096 %, což diváci zpravidla nepoznají); u převodu na NTSC s 30 fps se provádí 3:2 pulldown (viz dále).
- Televizní formát PAL má 50 půlsnímků, tedy 25 celých snímků za sekundu (50 Hz).
- Televizní formát NTSC má 59,94 půlsnímků za sekundu (přesná hodnota je 60 Hz/1,001). Celých 60 snímků to není proto, že každých 500 půlsnímků dojde k (plánovanému) vynechání jednoho půlsnímku.
- Na trhu existují televize s označením „100 Hz“. Tato hodnota neznamená počet snímků za sekundu ale počet impulzů, které vydá za sekundu. Vysílá-li tedy v PAL (50 Hz), každý půlsnímek vyšle dvakrát za sebou. Výsledným efektem je dojem menšího blikání obrazu než u 50Hz televizoru.
- Tvůrci některých (ploškových, loutkových, kreslených, …) animovaných filmů občas přistupují k praktice točit jeden snímek na místo dvou (tedy jako by s poloviční snímkovou frekvencí, většinou 12 Hz). Volí ji pro i tak vysokou náročnost animování (přípravy pro desetitisíce snímků za každou minutu výsledného filmu). Aby byl výsledný film ve správné rychlosti, každý snímek se promítne dvakrát (ve formě videosignálu se převádí ve střihovém nebo konverzním programu, ve formě filmu se zduplikuje na filmové kopírce).

Převody snímkovacích frekvencí mohou být:
- součástí např. procesu telecine při úpravě filmového záznamu pro televizní formáty.
- technikou 2:3 pulldown – pro převod PAL → NTSC

Největší zaznamenané zpomalení času je záběr světla pronikající plastovou lahví Coca-Coly. Byl pořízen na půdě Massachusettského technologického institutu a má frekvenci 1 Tfps (1 bilión snímků za sekundu, tj. 1,000,000,000,000), Tera = 1,000,000,000,000. Je tedy dostatečně zpomalený na to, aby viděl samotné šíření světla. Záběr ale nebyl pořízen v reálném čase ale postupně „po fotonech“, postupně vystřelovaných z emitoru a zaznamenávaných každého zvlášť a každého s rostoucím zpožděním. Iluze pohybu světla vznikla složením všech obrázků.

## Počítačová grafika
Hodnotou snímkové frekvence se např. hodnotí obrazová odezva a plynulost grafiky u počítačových her na konkrétním počítači. Jako minimální hodnota pro plynulou grafiku (při které lidské oko nerozezná jednotlivé obrazy) se bere 24 fps, zhruba 60 fps se bere jako naprosto dostatečné pro bezproblémový chod hry. Existují i monitory a displeje s vyšší obnovovací frekvencí, např. 90, 120 či 144 Hz.

## Složené oko
Pohyb složeného oka, které mají někteří korýši a dospělá stádia hmyzu s nedokonalou proměnou, je vnímán jako přechod z jednoho očka (ommatidia) do druhého, to co je mezi nimi pak živočich nevidí. To umožňuje vnímat více impulzů a lépe a včas na pohyb reagovat. Počet impulzů za sekundu je druhově závislý a pohybuje se mezi 8 a 200 fps (např. u včel), nejběžnější hodnota je mezi 60 a 120 fps (pro srovnání u člověka je to kolem 60). Hmyzu tak pohyb většinově připadá pomalejší než lidem. Tato hodnota udává, při kolika impulzech za sekundu je pohyb vnímán jako plynulý.